# Kepuh (Palimanan)
Kepuh is een bestuurslaag in het regentschap Cirebon van de provincie West-Java, Indonesië. Kepuh telt 4698 inwoners (volkstelling 2010).